# Muerde (revista de J. F. Ediciones)
Muerde fue una colección de fascículos editada por J. F. Ediciones en 1976, con un tamaño de 25 × 19 cm.

## Trayectoria editorial
Chiqui de la Fuente, fundador de la editorial J. F. Ediciones, creó la revista con la intención de dar trabajo a los historietistas españoles, muchos de los cuales se veían obligados a trabajar para el mercado exterior a través de agencias. En la contraportada del primer número, exponía el siguiente Plan de la Obra:

Esta colección consta de 60 fascículos, de aparición semanal, encuadernables en tomos de 12 ejemplares. Las tapas deberán ser solicitadas por carta a nuestra redacción, una vez publicado el último fascículo de cada tomo.

El número dos fue secuestrado por «escándalo público».
A pesar de la declaración de intenciones, sólo publicaron 13 números.

## Contenido
Cada número de "Muerde" presentaba una historieta autoconclusiva en blanco y negro de 16 páginas realizada por autores españoles. Su temática era erótica, pero con un toque humorístico y frecuentes mofas de personajes clásicos como Drácula, Frankenstein o Sherlock Holmes.
| Número | Título                            | Guionista           | Dibujante                 |
| ------ | --------------------------------- | ------------------- | ------------------------- |
| 1      | Un vampiro en mi cama             | A. C. Lobo          | A. Azpiri                 |
| 2      | Bunda                             |                     | G. R. Amechazurra         |
| 3      | Candhi                            | A. C. Lobo          | A. Azpiri                 |
| 4      | Pepe en Bangkok                   | Alain Kelepikis     | G. R. Amechazurra, Azpiri |
| 5      | La adúltera del Cairo             |                     |                           |
| 6      | Las noches de Frankenstein        | A. C. Lobo          | A. Azpiri                 |
| 7      | El galo Cipóterix                 | M. González Casquel | Joan Nebot                |
| 8      | La venganza de Tocatet-Amen I     | A. C. Lobo          | A. Azpiri                 |
| 9      | La lámpara de los deseos          |                     |                           |
| 10     | El caso del conejo de Baskerville | A. C. Lobo          | Ricar Frasco and Co.      |
| 11     | La cosa del lago                  | A. C. Lobo          | Azpiri                    |
| 12     | Diana y el centauro               | Casquelopopulus     | Joan Nebot                |
| 13     | Caperucita verde... verde         | Perera              | Ricar Frasco and Co.      |